# Copa Sul-Americana de 2007
A Copa Sul-Americana de 2007 foi a sexta edição do torneio de futebol realizado no segundo semestre de cada ano pela Confederação Sul-Americana de Futebol (CONMEBOL). Equipes das dez associações sul-americanas, do México e dos Estados Unidos participaram do torneio que contou com 66 partidas para definir-se o campeão.
O Arsenal de Sarandí, da Argentina, conquistou o título pela primeira vez - o primeiro de sua história. Na final empatou no placar agregado por 4–4 com o América, do México, mas foi beneficiado pelo critério do gol marcado como visitante (3 contra 2). O título do Arsenal marcou a hegemonia das equipes argentinas na competição. Em seis edições realizadas até então, quatro foram conquistadas por clubes daquele país.
Além de ter disputado o título da Recopa Sul-Americana contra o Boca Juniors (campeão da Libertadores 2007) em 2008, o Arsenal foi o primeiro representante da CONMEBOL na Copa Suruga Bank contra o Gamba Osaka, campeão da Copa da Liga Japonesa (J-League Cup) disputada em 30 de julho de 2008.

## Equipes classificadas
| País                               | Equipe              | Classificação                                         |
| ---------------------------------- | ------------------- | ----------------------------------------------------- |
| Argentina · (6 vagas)              | Boca Juniors        | Convidado                                             |
| Argentina · (6 vagas)              | River Plate         | Convidado                                             |
| Argentina · (6 vagas)              | Estudiantes         | 2ª melhor pontuação na temporada 2006-2007            |
| Argentina · (6 vagas)              | San Lorenzo         | 3ª melhor pontuação na temporada 2006-2007            |
| Argentina · (6 vagas)              | Arsenal de Sarandí  | 5ª melhor pontuação na temporada 2006-2007            |
| Argentina · (6 vagas)              | Lanús               | 6ª melhor pontuação na temporada 2006-2007            |
| Bolívia · (2 vagas)                | Jorge Wilstermann   | Campeão do Torneio Clausura 2006                      |
| Bolívia · (2 vagas)                | Real Potosí         | Vice-campeão do Torneio Clausura 2006                 |
| Brasil · (8 vagas)                 | São Paulo           | Campeão do Campeonato Brasileiro de 2006              |
| Brasil · (8 vagas)                 | Vasco da Gama       | 6º colocado do Campeonato Brasileiro de 2006          |
| Brasil · (8 vagas)                 | Figueirense         | 7º colocado do Campeonato Brasileiro de 2006          |
| Brasil · (8 vagas)                 | Goiás               | 8º colocado do Campeonato Brasileiro de 2006          |
| Brasil · (8 vagas)                 | Corinthians         | 9º colocado do Campeonato Brasileiro de 2006          |
| Brasil · (8 vagas)                 | Cruzeiro            | 10º colocado do Campeonato Brasileiro de 2006         |
| Brasil · (8 vagas)                 | Botafogo            | 12º colocado do Campeonato Brasileiro de 2006         |
| Brasil · (8 vagas)                 | Atlético Paranaense | 13º colocado do Campeonato Brasileiro de 2006         |
| Chile · (2 vagas)                  | Colo-Colo           | Campeão da Liguilla Pré Sul-americana                 |
| Chile · (2 vagas)                  | Audax Italiano      | Vice-campeão da Liguilla Pré Sul-americana            |
| Colômbia · (2 vagas)               | Atlético Nacional   | 4º colocado na temporada 2006                         |
| Colômbia · (2 vagas)               | Millonarios         | 5º colocado na temporada 2006                         |
| Equador · (2 vagas)                | El Nacional         | Campeão do Campeonato Equatoriano de 2006             |
| Equador · (2 vagas)                | Olmedo              | Campeão da 1ª etapa do Campeonato Equatoriano de 2007 |
| Paraguai · (2 vagas)               | Libertad            | Campeão do Campeonato Paraguaio de 2006               |
| Paraguai · (2 vagas)               | Tacuary             | Campeão da Liguilla Pré Sul-americana                 |
| Peru · (2 vagas)                   | Coronel Bolognesi   | 4ª melhor pontuação na temporada 2006                 |
| Peru · (2 vagas)                   | Universitario       | 5ª melhor pontuação na temporada 2006                 |
| Uruguai · (2 vagas)                | Danubio             | 3º colocado na Liguilla 2006-2007                     |
| Uruguai · (2 vagas)                | Defensor Sporting   | 4º colocado na Liguilla 2006-2007                     |
| Venezuela · (2 vagas)              | Zamora              | 4ª melhor pontuação na temporada 2006-2007            |
| Venezuela · (2 vagas)              | Carabobo            | 5ª melhor pontuação na temporada 2006-2007            |
| México · (2 vagas + atual campeão) | Pachuca             | Campeão da Copa Sul-Americana 2006                    |
| México · (2 vagas + atual campeão) | Chivas Guadalajara  | Vice-campeão da Copa dos Campeões da CONCACAF 2007    |
| México · (2 vagas + atual campeão) | América             | 2ª melhor pontuação na temporada 2006-2007            |
| Estados Unidos · (1 vaga)          | D.C. United         | Semifinalista da Copa dos Campeões da CONCACAF 2007   |

## Primeira fase
Em 22 de maio de 2007, a CONMEBOL sorteou em Buenos Aires, na Argentina, a tabela de confrontos da Copa Sul-Americana 2007. A principal mudança com relação a edição anterior foi a possibilidade de confrontos internacionais desde a primeira fase.
| Argentina             | Argentina                         | Argentina           |
| Classificação ARG I   | Classificação ARG I               | Classificação ARG I |
| --------------------- | --------------------------------- | ------------------- |
| Arsenal               | 14 ago: 1-1 6 set: 3-0 total: 4-1 | San Lorenzo         |
| Classificação ARG II  |                                   |                     |
| River Plate           |                                   |                     |
| Classificação ARG III |                                   |                     |
| Boca Juniors          |                                   |                     |
| Classificação ARG IV  |                                   |                     |
| Lanús                 | 8 ago: 2-0 5 set: 1-2 total: 3-2  | Estudiantes         |

| Brasil                | Brasil                             | Brasil              |
| Classificação BRA I   | Classificação BRA I                | Classificação BRA I |
| --------------------- | ---------------------------------- | ------------------- |
| Atlético Paranaense   | 15 ago: 2-4 12 set: 0-2 total: 2-6 | Vasco da Gama       |
| Classificação BRA II  |                                    |                     |
| Figueirense           | 15 ago: 2-2 23 ago: 1-1 total: 3-3 | São Paulo (1)       |
| Classificação BRA III |                                    |                     |
| Botafogo              | 22 ago: 3-1 12 set: 2-1 total: 5-2 | Corinthians         |
| Classificação BRA IV  |                                    |                     |
| Goiás                 | 16 ago: 2-0 22 ago: 0-1 total: 2-1 | Cruzeiro            |

(1) - O São Paulo classificou-se pelo critério do gol marcado como visitante.
| Chile/ Bolívia     | Chile/ Bolívia                    | Chile/ Bolívia    |
| ------------------ | --------------------------------- | ----------------- |
| Audax Italiano     | 31 jul: 2-0 7 ago: 1-1 total: 3-1 | Jorge Wilstermann |
| Real Potosí        | 2 ago: 1-1 9 ago: 1-3 total: 1-4  | Colo Colo         |
| Oitavas de final 3 |                                   |                   |
| Colo Colo (2)      | 28 ago: 0-0 4 set: 1-1 total: 1-1 | Audax Italiano    |

(2) - O Colo Colo classificou-se pelo critério do gol marcado como visitante.
| Equador/ Venezuela | Equador/ Venezuela                 | Equador/ Venezuela |
| ------------------ | ---------------------------------- | ------------------ |
| Olmedo             | 1 ago: 1-0 21 ago: 2-1 total: 3-1  | Zamora             |
| Carabobo           | 16 ago: 0-1 28 ago: 0-4 total: 0-5 | El Nacional        |
| Oitavas de final 2 |                                    |                    |
| El Nacional        | 4 set: 2-0 11 set: 1-0 total: 3-0  | Olmedo             |

| Colômbia/ Peru     | Colômbia/ Peru                              | Colômbia/ Peru    |
| ------------------ | ------------------------------------------- | ----------------- |
| Millonarios        | 2 ago: 0-1 23 ago: 1-0 total: 1-1 (5-4 pen) | Coronel Bolognesi |
| Universitario      | 9 ago: 0-1 30 ago: 0-1 total: 0-2           | Atlético Nacional |
| Oitavas de final 6 |                                             |                   |
| Atlético Nacional  | 5 set: 2-3 13 set: 0-0 total: 2-3           | Millonarios       |

| Uruguai/ Paraguai  | Uruguai/ Paraguai                           | Uruguai/ Paraguai |
| ------------------ | ------------------------------------------- | ----------------- |
| Defensor Sporting  | 7 ago: 2-1 21 ago: 2-2 total: 4-3           | Libertad          |
| Tacuary            | 1 ago: 1-1 15 ago: 1-1 total: 2-2 (4-1 pen) | Danubio           |
| Oitavas de final 7 |                                             |                   |
| Tacuary            | 30 ago: 1-1 13 set: 0-3 total: 1-4          | Defensor Sporting |

| CONCACAF           | CONCACAF           | CONCACAF           |
| Oitavas de final 1 | Oitavas de final 1 | Oitavas de final 1 |
| ------------------ | ------------------ | ------------------ |
| Chivas Guadalajara |                    |                    |
| Oitavas de final 4 |                    |                    |
| América            |                    |                    |
| Oitavas de final 8 |                    |                    |
| DC United          |                    |                    |

| Último campeão     | Último campeão     | Último campeão     |
| Oitavas de final 5 | Oitavas de final 5 | Oitavas de final 5 |
| ------------------ | ------------------ | ------------------ |
| Pachuca            |                    |                    |

## Fase final
|  | Oitavas de final              | Oitavas de final              | Oitavas de final              | Oitavas de final              |       |                    | Quartas de final              | Quartas de final              | Quartas de final              | Quartas de final              |  |                          | Semifinais         | Semifinais         | Semifinais         | Semifinais         |         |   | Final                          | Final                          | Final                          | Final                          |
|  | 11 de setembro a 4 de outubro | 11 de setembro a 4 de outubro | 11 de setembro a 4 de outubro | 11 de setembro a 4 de outubro |       |                    | 9 de outubro a 1º de novembro | 9 de outubro a 1º de novembro | 9 de outubro a 1º de novembro | 9 de outubro a 1º de novembro |  |                          | 6 a 14 de novembro | 6 a 14 de novembro | 6 a 14 de novembro | 6 a 14 de novembro |         |   | 30 de novembro e 5 de dezembro | 30 de novembro e 5 de dezembro | 30 de novembro e 5 de dezembro | 30 de novembro e 5 de dezembro |
|  |                               |                               |                               |                               |       |                    |                               |                               |                               |                               |  |                          |                    |                    |                    |                    |         |   |                                |                                |                                |                                |
|  | Boca Juniors                  | 2                             | 0                             | 2                             |       |                    |                               |                               |                               |                               |  |                          |                    |                    |                    |                    |         |   |                                |                                |                                |                                |
|  | São Paulo (gf)                | 1                             | 1                             | 2                             |       |                    |                               |                               |                               |                               |  |                          |                    |                    |                    |                    |         |   |                                |                                |                                |                                |
|  | São Paulo (gf)                | 1                             | 1                             | 2                             |       | São Paulo          | 0                             | 0                             | 0                             |                               |  |                          |                    |                    |                    |                    |         |   |                                |                                |                                |                                |
|  |                               |                               |                               |                               |       | São Paulo          | 0                             | 0                             | 0                             |                               |  |                          |                    |                    |                    |                    |         |   |                                |                                |                                |                                |
|  |                               | Millonarios                   | 1                             | 2                             | 3     |                    |                               |                               |                               |                               |  |                          |                    |                    |                    |                    |         |   |                                |                                |                                |                                |
|  | Millonarios (pen)             | Millonarios                   | 1                             | 2                             | 3     | 1                  | 1                             | 2 (7)                         |                               |                               |  |                          |                    |                    |                    |                    |         |   |                                |                                |                                |                                |
|  | Millonarios (pen)             |                               |                               |                               |       | 1                  | 1                             | 2 (7)                         |                               |                               |  |                          |                    |                    |                    |                    |         |   |                                |                                |                                |                                |
|  | Colo-Colo                     | 1                             | 1                             | 2 (6)                         |       |                    |                               |                               |                               |                               |  |                          |                    |                    |                    |                    |         |   |                                |                                |                                |                                |
|  | Colo-Colo                     | 1                             | 1                             | 2 (6)                         |       |                    |                               |                               |                               |                               |  | Millonarios              | 2                  | 0                  | 2                  |                    |         |   |                                |                                |                                |                                |
|  |                               |                               |                               |                               |       |                    |                               |                               |                               |                               |  | Millonarios              | 2                  | 0                  | 2                  |                    |         |   |                                |                                |                                |                                |
|  |                               | América                       | 3                             | 2                             | 5     |                    |                               |                               |                               |                               |  |                          |                    |                    |                    |                    |         |   |                                |                                |                                |                                |
|  | Pachuca                       | América                       | 3                             | 2                             | 5     | 1                  | 2                             | 3                             |                               |                               |  |                          |                    |                    |                    |                    |         |   |                                |                                |                                |                                |
|  | Pachuca                       |                               |                               |                               |       | 1                  | 2                             | 3                             |                               |                               |  |                          |                    |                    |                    |                    |         |   |                                |                                |                                |                                |
|  | América                       | 4                             | 0                             | 4                             |       |                    |                               |                               |                               |                               |  |                          |                    |                    |                    |                    |         |   |                                |                                |                                |                                |
|  | América                       | 4                             | 0                             | 4                             |       | América            | 2                             | 0                             | 2                             |                               |  |                          |                    |                    |                    |                    |         |   |                                |                                |                                |                                |
|  |                               |                               |                               |                               |       | América            | 2                             | 0                             | 2                             |                               |  |                          |                    |                    |                    |                    |         |   |                                |                                |                                |                                |
|  |                               | Vasco da Gama                 | 0                             | 1                             | 1     |                    |                               |                               |                               |                               |  |                          |                    |                    |                    |                    |         |   |                                |                                |                                |                                |
|  | Lanús                         | Vasco da Gama                 | 0                             | 1                             | 1     | 2                  | 0                             | 2                             |                               |                               |  |                          |                    |                    |                    |                    |         |   |                                |                                |                                |                                |
|  | Lanús                         |                               |                               |                               |       | 2                  | 0                             | 2                             |                               |                               |  |                          |                    |                    |                    |                    |         |   |                                |                                |                                |                                |
|  | Vasco da Gama                 | 0                             | 3                             | 3                             |       |                    |                               |                               |                               |                               |  |                          |                    |                    |                    |                    |         |   |                                |                                |                                |                                |
|  | Vasco da Gama                 | 0                             | 3                             | 3                             |       |                    |                               |                               |                               |                               |  |                          |                    |                    |                    |                    | América | 2 | 2                              | 4                              |                                |                                |
|  |                               |                               |                               |                               |       |                    |                               |                               |                               |                               |  |                          |                    |                    |                    |                    |         | 2 | 2                              | 4                              |                                |                                |
|  |                               | Arsenal de Sarandí (gf)       | 3                             | 1                             | 4     |                    |                               |                               |                               |                               |  |                          |                    |                    |                    |                    |         |   |                                |                                |                                |                                |
|  | Goiás                         | Arsenal de Sarandí (gf)       | 3                             | 1                             | 4     | 2                  | 1                             | 3                             |                               |                               |  |                          |                    |                    |                    |                    |         |   |                                |                                |                                |                                |
|  | Goiás                         |                               |                               |                               |       | 2                  | 1                             | 3                             |                               |                               |  |                          |                    |                    |                    |                    |         |   |                                |                                |                                |                                |
|  | Arsenal de Sarandí            | 3                             | 1                             | 4                             |       |                    |                               |                               |                               |                               |  |                          |                    |                    |                    |                    |         |   |                                |                                |                                |                                |
|  | Arsenal de Sarandí            | 3                             | 1                             | 4                             |       | Arsenal de Sarandí | 0                             | 3                             | 3                             |                               |  |                          |                    |                    |                    |                    |         |   |                                |                                |                                |                                |
|  |                               |                               |                               |                               |       | Arsenal de Sarandí | 0                             | 3                             | 3                             |                               |  |                          |                    |                    |                    |                    |         |   |                                |                                |                                |                                |
|  |                               | Chivas Guadalajara            | 0                             | 1                             | 1     |                    |                               |                               |                               |                               |  |                          |                    |                    |                    |                    |         |   |                                |                                |                                |                                |
|  | D.C. United                   | Chivas Guadalajara            | 0                             | 1                             | 1     | 2                  | 0                             | 2                             |                               |                               |  |                          |                    |                    |                    |                    |         |   |                                |                                |                                |                                |
|  | D.C. United                   |                               |                               |                               |       | 2                  | 0                             | 2                             |                               |                               |  |                          |                    |                    |                    |                    |         |   |                                |                                |                                |                                |
|  | Chivas Guadalajara (gf)       | 1                             | 1                             | 2                             |       |                    |                               |                               |                               |                               |  |                          |                    |                    |                    |                    |         |   |                                |                                |                                |                                |
|  | Chivas Guadalajara (gf)       | 1                             | 1                             | 2                             |       |                    |                               |                               |                               |                               |  | Arsenal de Sarandí (pen) | 0                  | 0                  | 0 (4)              |                    |         |   |                                |                                |                                |                                |
|  |                               |                               |                               |                               |       |                    |                               |                               |                               |                               |  | Arsenal de Sarandí (pen) | 0                  | 0                  | 0 (4)              |                    |         |   |                                |                                |                                |                                |
|  |                               | River Plate                   | 0                             | 0                             | 0 (2) |                    |                               |                               |                               |                               |  |                          |                    |                    |                    |                    |         |   |                                |                                |                                |                                |
|  | Defensor Sporting             | River Plate                   | 0                             | 0                             | 0 (2) | 3                  | 0                             | 3                             |                               |                               |  |                          |                    |                    |                    |                    |         |   |                                |                                |                                |                                |
|  | Defensor Sporting             |                               |                               |                               |       | 3                  | 0                             | 3                             |                               |                               |  |                          |                    |                    |                    |                    |         |   |                                |                                |                                |                                |
|  | El Nacional                   | 0                             | 2                             | 2                             |       |                    |                               |                               |                               |                               |  |                          |                    |                    |                    |                    |         |   |                                |                                |                                |                                |
|  | El Nacional                   | 0                             | 2                             | 2                             |       | Defensor Sporting  | 2                             | 0                             | 2                             |                               |  |                          |                    |                    |                    |                    |         |   |                                |                                |                                |                                |
|  |                               |                               |                               |                               |       | Defensor Sporting  | 2                             | 0                             | 2                             |                               |  |                          |                    |                    |                    |                    |         |   |                                |                                |                                |                                |
|  |                               | River Plate (gf)              | 2                             | 0                             | 2     |                    |                               |                               |                               |                               |  |                          |                    |                    |                    |                    |         |   |                                |                                |                                |                                |
|  | Botafogo                      | River Plate (gf)              | 2                             | 0                             | 2     | 1                  | 2                             | 3                             |                               |                               |  |                          |                    |                    |                    |                    |         |   |                                |                                |                                |                                |
|  | Botafogo                      |                               |                               |                               |       | 1                  | 2                             | 3                             |                               |                               |  |                          |                    |                    |                    |                    |         |   |                                |                                |                                |                                |
|  | River Plate                   | 0                             | 4                             | 4                             |       |                    |                               |                               |                               |                               |  |                          |                    |                    |                    |                    |         |   |                                |                                |                                |                                |

¹Conforme o regulamento da competição, River Plate e Arsenal se enfrentarão obrigatoriamente na semifinal por serem equipes de um mesmo país, alterando o cruzamento original.

### Oitavas de final
Todas as partidas estão no horário local
Classificação Quartas de final 1
| 19 de setembro de 2007 21:45 | Lanús                     | 2 – 0     | Vasco da Gama | Estadio Ciudad de Lanús, Lanús, Buenos Aires Público: 6.112 Árbitro: Carlos Chandía CHI |
|                              | Pelletieri 32' · Sand 77' | Relatório |               |                                                                                         |

| 26 de setembro de 2007 21:45 | Vasco da Gama                              | 3 – 0     | Lanús | Estádio São Januário, Rio de Janeiro Público: 2.739 Árbitro: Jorge Larrionda URU |
|                              | Leandro Amaral 29', 90' · Wagner Diniz 75' | Relatório |       |                                                                                  |

Classificação Quartas de final 2
| 19 de setembro de 2007 21:45 | Boca Juniors     | 2 – 1     | São Paulo  | La Bombonera, Buenos Aires Público: 24.790 Árbitro: Jorge Larrionda URU |
|                              | Palermo 26', 83' | Relatório | Borges 89' |                                                                         |

| 26 de setembro de 2007 21:45 | São Paulo   | 1 – 0     | Boca Juniors | Estádio do Morumbi, São Paulo Público: 45.906 Árbitro: Carlos Chandía CHI |
|                              | Aloísio 53' | Relatório |              |                                                                           |

Classificação Quartas de final 3
| 19 de setembro de 2007 19:30 | Botafogo    | 1 – 0     | River Plate | Estádio Olímpico João Havelange, Rio de Janeiro Público: 39.500 Árbitro: Óscar Ruiz COL |
|                              | Joílson 44' | Relatório |             |                                                                                         |

| 27 de setembro de 2007 20:15 | River Plate                       | 4 – 2     | Botafogo                    | Estádio Monumental de Nuñez, Buenos Aires Público: 20.708 Árbitro: Carlos Amarilla PAR |
|                              | Falcao 31', 74', 90+2' · Ríos 80' | Relatório | Lúcio Flávio 11' · Dodô 65' |                                                                                        |

Classificação Quartas de final 4
| 19 de setembro de 2007 17:15 | Goiás                | 2 – 3     | Arsenal                                     | Estádio Serra Dourada, Goiânia Público: 10.416 Árbitro: Carlos Amarilla PAR |
|                              | Paulo Baier 25', 76' | Relatório | Damonte 16' · Casteglione 78' · Garnier 79' |                                                                             |

| 26 de setembro de 2007 19:15 | Arsenal   | 1 – 1     | Goiás         | Estádio Julio Humberto Grondona, Sarandí, Buenos Aires Público: 3.424 Árbitro: Rubén Selman CHI |
|                              | Gómez 36' | Relatório | Harison 45+1' |                                                                                                 |

Classificação Quartas de final 5
| 26 de setembro de 2007 20:45 | DC United             | 2 – 1     | Chivas Guadalajara | RFK Stadium, Washington Público: 21.022 Árbitro: Héctor Baldassi ARG |
|                              | Olsen 23' · Simms 54' | Relatório | Santana 60'        |                                                                      |

| 2 de outubro de 2007 20:15 | Chivas Guadalajara | 1 – 0     | DC United | Estadio Jalisco, Guadalajara Público: Árbitro: Samuel Haro ECU |
|                            | Morales 63'        | Relatório |           |                                                                |

Classificação Quartas de final 6
| 20 de setembro de 2007 21:15 | Defensor Sporting                       | 3 – 0     | El Nacional | Estádio Centenário, Montevidéu Público: 14.368 Árbitro: Pablo Pozo CHI |
|                              | de Souza 14', 90' (P) · C. González 64' | Relatório |             |                                                                        |

| 4 de outubro de 2007 18:00 | El Nacional      | 2 – 0     | Defensor Sporting | Estádio Olímpico Atahualpa, Quito Público: 2.092 Árbitro: Víctor Rivera PER |
|                            | Ordoñez 15', 27' | Relatório |                   |                                                                             |

Classificação Quartas de final 7
| 25 de setembro de 2007 19:00 | Millonarios   | 1 – 1     | Colo Colo | El Campín, Bogotá Público: 28.819 Árbitro: Víctor Rivera PER |
|                              | Ciciliano 66' | Relatório | Rubio 30' |                                                              |

| 4 de outubro de 2007 21:30 | Colo Colo      | 1 – 1     | Millonarios  | Monumental David Arellano, Santiago Público: 18.164 Árbitro: Héctor Baldassi ARG |
|                            | Biscayzacú 41' | Relatório | Mosquera 37' |                                                                                  |

|                                                               |     | Penalidades                                                         |  |
| Cereceda: Biscayzacú: Millar: Mena: Fierro: Bieler: Sanhueza: | 6–7 | Ciciliano: Bedoya: Martínez: Villagra: Quintero: Mosquera: Estrada: |  |

Classificação Quartas de final 8
| 25 de setembro de 2007 21:15 | Pachuca     | 1 – 4     | América                                  | Estadio Hidalgo, Pachuca Público: 9.765 Árbitro: Marco Rodríguez MEX |
|                              | Giménez 39' | Relatório | Insúa 33' · Cabañas 47' · Lópes 56', 57' |                                                                      |

| 3 de outubro de 2007 21:15 | América | 0 – 2     | Pachuca                   | Estadio Azteca, Cidade do México Público: 44.477 Árbitro: Manuel Glower MEX |
|                            |         | Relatório | Álvarez 57' · Giménez 59' |                                                                             |

### Quartas de final
Todas as partidas estão no horário local
Classificação Semifinalista 1
| 10 de outubro de 2007 19:50 | América                | 2 – 0     | Vasco da Gama | Estadio Azteca, Cidade do México Público: 35.600 Árbitro: Martín Vásquez URU |
|                             | Davino 51' · López 77' | Relatório |               |                                                                              |

| 24 de outubro de 2007 21:50 | Vasco da Gama      | 1 – 0     | América | Estádio São Januário, Rio de Janeiro Público: 1.312 Árbitro: Carlos Amarilla PAR |
|                             | Leandro Amaral 10' | Relatório |         |                                                                                  |

Classificação Semifinalista 2
| 10 de outubro de 2007 21:50 | São Paulo | 0 – 1     | Millonarios | Estádio do Morumbi, São Paulo Público: 6.522 Árbitro: Sergio Pezzotta ARG |
|                             |           | Relatório | Zapata 84'  |                                                                           |

| 24 de outubro de 2007 18:50 | Millonarios        | 2 – 0     | São Paulo | El Campín, Bogotá Público: 39.454 Árbitro: Martín Vásquez URU |
|                             | Ciciliano 76', 85' | Relatório |           |                                                               |

Classificação Semifinalista 3
| 25 de outubro de 2007 21:00 | Defensor Sporting            | 2 – 2     | River Plate                | Estádio Centenário, Montevidéu Público: 36.838 Árbitro: Sálvio Spínola BRA |
|                             | Gaglianone 14' · Valenti 84' | Relatório | Ortega 5' (P) · Falcao 30' |                                                                            |

| 30 de outubro de 2007 21:15 | River Plate | 0 – 0     | Defensor Sporting | Estádio Monumental de Nuñez, Buenos Aires Público: 35.021 Árbitro: Ricardo Grance PAR |
|                             |             | Relatório |                   |                                                                                       |

Classificação Semifinalista 4
| 10 de outubro de 2007 19:30 | Arsenal | 0 – 0     | Chivas Guadalajara | Estádio Julio Humberto Grondona, Sarandí, Buenos Aires Público: 2.640 Árbitro: Ricardo Grance PAR |
|                             |         | Relatório |                    |                                                                                                   |

| 25 de outubro de 2007 20:30 | Chivas Guadalajara | 1 – 3     | Arsenal                            | Estadio Jalisco, Guadalajara Público: 19.980 Árbitro: Óscar Ruiz COL |
|                             | Santana 16'        | Relatório | Yacuzzi 2', 27' · Raymonda 78' (P) |                                                                      |

### Semifinais
Todas as partidas estão no horário local
Classificação Finalista 1
| 7 de novembro de 2007 20:15 | Millonarios              | 2 – 3     | América                      | Estádio El Campín, Bogotá Público: 40.132 Árbitro: Ricardo Grance PAR |
|                             | Bedoya 61' · Estrada 67' | Relatório | Villa 24' · Cabañas 37', 85' |                                                                       |

| 13 de novembro de 2007 20:15 | América       | 2 – 0     | Millonarios | Estadio Nemesio Díez, Toluca Público: Árbitro: Rubén Selman CHI |
|                              | López 6', 78' | Relatório |             |                                                                 |

Classificação Finalista 2
| 8 de novembro de 2007 20:45 | Arsenal | 0 – 0     | River Plate | Estádio Julio Humberto Grondona, Sarandí, Buenos Aires Público: 8.929 Árbitro: Sergio Pezzotta ARG |
|                             |         | Relatório |             | |

| 14 de novembro de 2007 21:15 | River Plate | 0 – 0     | Arsenal | Estádio Monumental de Nuñez, Buenos Aires Público: Árbitro: Héctor Baldassi ARG |
|                              |             | Relatório |         |                                                                                 |

|                                   |     | Penalidades                                       |  |
| Belluschi: Zárate: Ferrari: Lima: | 2–4 | Calderón: Andrizzi: Yacuzzi: Castiglione: Cuenca: |  |

### Final
Todas as partidas estão no horário local
| 30 de novembro de 2007 19:15 | América                   | 2 – 3     | Arsenal                       | Estadio Azteca, Cidade do México Público: 63.455 Árbitro: Ricardo Grance PAR |
|                              | Cabañas 5' · Argüello 55' | Relatório | Matellán 31' · Gómez 57', 66' |                                                                              |

| 5 de dezembro de 2007 21:30 | Arsenal      | 1 – 2     | América                   | Estádio Juan Domingo Perón, Avellaneda, Buenos Aires Público: 18.717 Árbitro: Óscar Ruiz COL |
|                             | Andrizzi 83' | Relatório | Díaz (GC) 17' · Silva 62' |                                                                                              |

## Premiação
| Copa Sul-Americana de 2007  |
| --------------------------- |
| ARSENAL Campeão (1º título) |

## Principais artilheiros
| Pos. | Nome                  | Equipe            | Gols |
| ---- | --------------------- | ----------------- | ---- |
| 1º   | Ricardo Ciciliano     | Millonarios       | 6    |
| 2º   | Ebelio Ordoñez        | El Nacional       | 5    |
| 2º   | Hernán Rodrigo López  | América           | 5    |
| 4º   | Paulo Baier           | Goiás             | 4    |
| 4º   | Salvador Cabañas      | América           | 4    |
| 4º   | Diego de Souza        | Defensor Sporting | 4    |
| 4º   | Radamel Falcao García | River Plate       | 4    |
| 4º   | Carlos María Morales  | Defensor Sporting | 4    |
| 9º   | Alejandro Darío Gómez | Arsenal           | 3    |
| 9º   | Leandro Amaral        | Vasco da Gama     | 3    |
| 9º   | Lúcio Flávio          | Botafogo          | 3    |